# التهاب الإثنا عشري
التهاب الاثنى عشر أو التهاب الاثناعشريّ أو التهاب العَفَج أو العُفَاج سببه هو جرثومة في المعدة تسمى البكتريا الحلزونية حيث تعيش تحت الغشاء المخاطي للمعدة وتفرز إنزيمات خاصة تحميها من تامين الحامض المعدي القاتل للجراثيم.

## الأعراض
آلام أعلى البطن، في الوسط، أو أحياناً إلى اليمين قليلاً، وهذه الآلام تكون بعد تناول الطعام بساعتين إلى ثلاث ساعات، وعند الجوع، وكثيراً ما يستيقظ المريض من نومه بسبب الألم، ويخف مع تناول الطعام، ولذا فإن المريض في كثير من الأحيان لا يحمل معه بعض الأطعمة التي يتناولها عند الجوع وإحساسه بالألم، وكذلك فإنه يذهب إلى المطبخ في الليل عند استيقاظه أثناء الليل، وقد يشعر المريض بزيادة الحموضة، وإن كان هناك التهاب في المعدة بالجرثومة اللولبية، فإن المريض قد يشعر بالانتفاخ في أعلى البطن.

## العلاج
يتكون العلاج من المضادات الحيوية التي تعطي مع أدوية القرحة .إما عن وقت العلاج فهو يعتمد على حالة المرض حيث أن العلاج يستغرق من أسبوع واحد إلى 3 أسابيع وبالعلاج يمكن القضاء على جرثومة المعدة في 90% من الحالات . الطبيب المختص هو وحده الذي يحدد نوعية ومدة العلاج ولا يجوز تناول المضادات الحيوية بدون استشارة الطبيب .

## وصلات خارجية
- Gastric Ulcer
- Approach to acute upper gastrointestinal bleeding in adults (Wolters Kluwer UpToDate)
- (MCQs on Peptic ulcer )